# 库姆罗韦茨
库姆罗韦茨 (Kumrovec，塞爾維亞-克羅埃西亞語發音：[kûmroʋet͡s]) 是克罗地亚北部与斯洛文尼亚边境苏特拉河畔的一个村庄，属于克拉皮纳-扎戈列县。库姆罗韦茨镇共有1,588名居民(2011)，但村庄本身只有267人。

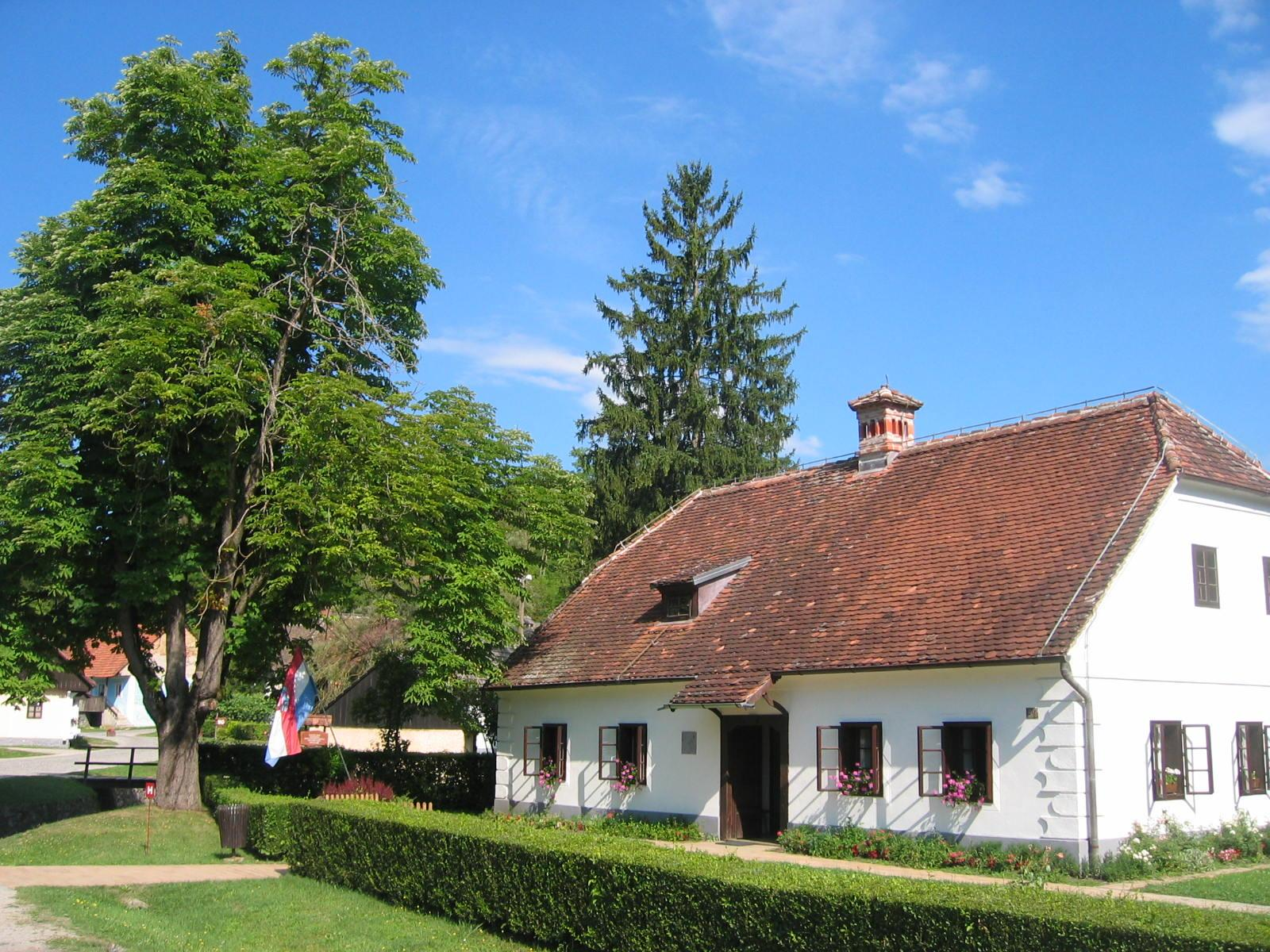
铁托故居

库姆罗韦茨是南斯拉夫总统铁托(1892–1980)的出生地。铁托故居建于1860年，是村里的第一座砖砌房屋，1953年作为铁托博物馆开放。故居旁是铁托青铜立像。位于库姆罗韦茨的旧区包括建于19世纪末20世纪初的保存完好的民居，并开辟了民族学博物馆。

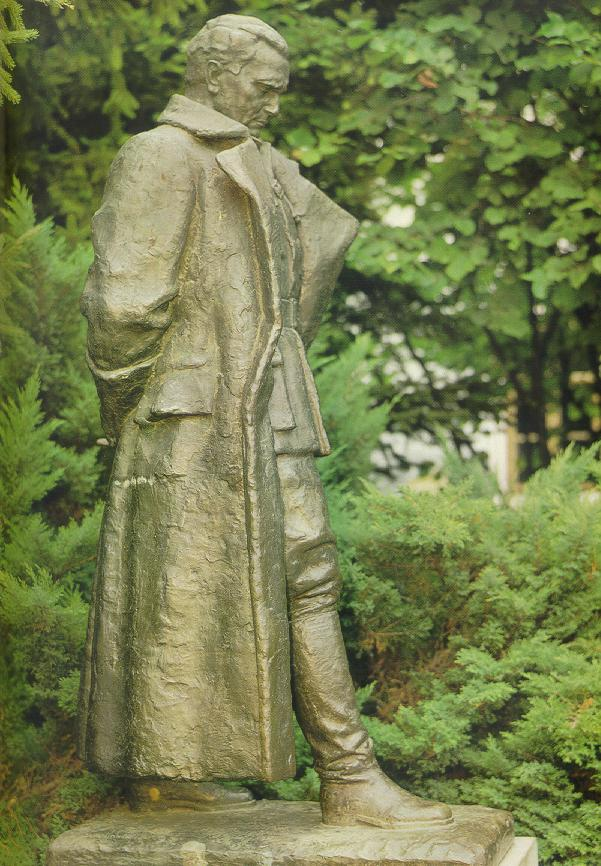
铁托雕像

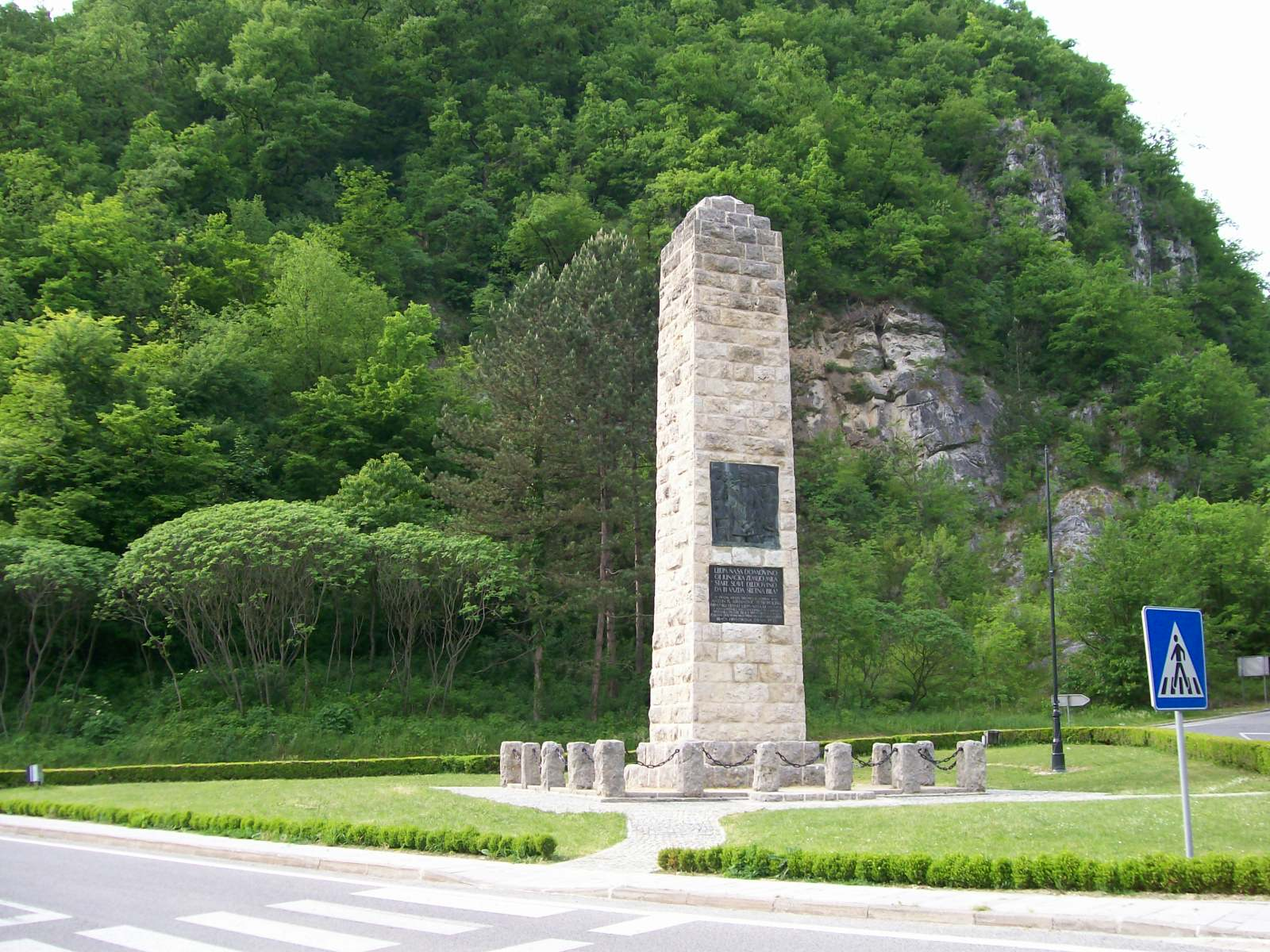
克罗地亚国歌纪念碑

1935年11月24日，在此建立了克罗地亚国歌我们美丽的祖国纪念碑，庆祝其诞生100周年。这一天也是库姆罗韦茨的庆祝节日。

## 友好城市
- 法國 笛卡尔